# La vita è un sogno (film 1921)
La vita è un sogno (Forever) è un film muto del 1921 diretto da George Fitzmaurice. La pellicola, presumibilmente, è andata perduta.
La storia - tratta dal romanzo di George L. Du Maurier e dall'adattamento teatrale di John Nathaniel Raphael - venne portata sullo schermo in versione sonora nel 1935 da Henry Hathaway con Gary Cooper e Ann Harding, con Sogno di prigioniero.

## Trama
Peter Ibbetson è un architetto che viene assunto dal duca di Towers per cui deve progettare e costruire un edificio. Ibbetson scopre che Mary, la duchessa, è la ragazzina che è stata sua compagna di giochi e la sua prima fidanzatina quando erano due bambini. Il loro amore rinasce, ma Peter viene condannato all'ergastolo quando uccide incidentalmente il duca. Passerà tutta la sua vita chiuso in un carcere: ma Mary ogni notte lo raggiunge in sogno. I due vivranno la loro storia d'amore in un mondo fantastico.

## Produzione
Il film fu prodotto dalla Famous Players-Lasky Corporation

## Distribuzione
Distribuito dalla Famous Players-Lasky Corporation e dalla Paramount Pictures, il film uscì nelle sale statunitensi il 16 ottobre 1921.

### Date di uscita
IMDb
- USA	16 ottobre 1921

Alias
- Peter Ibbetson 	(indefinito)
- The Great Romance	USA (titolo di lavorazione)